# Burnești, Argeș
Burnești este un sat în comuna Schitu Golești din județul Argeș, Muntenia, România.